# 徳清県
徳清県（とくせい-けん）は中華人民共和国浙江省に位置する省直轄の県であり、しばらくの間、湖州市の代理管轄下に置かれている。

## 地理
杭嘉湖平野に位置する。天目山脈の支脈である莫干山は高山避暑地として知られる。

## 歴史
691年（天授2年）、武周により武源県東部の17郷に徳清県が設置された。711年（景雲2年）に唐により臨渓県と、742年（天宝元年）に徳清県と改称された。

## 行政区画
- 街道：武康街道、舞陽街道、阜渓街道、下渚湖街道、康乾街道
- 鎮：乾元鎮、新市鎮、洛舎鎮、鍾管鎮、雷甸鎮、禹越鎮、新安鎮、莫干山鎮

## 経済
莫干山経済開発区がある。

## 交通
- 鉄道
  - 宣杭線
- 高速道路
  - 杭寧高速道路
- 一般国道
  - 104国道

## 姉妹都市
- 矢板市（日本国 栃木県）:2002年4月12日友好都市提携

## 観光地
- 莫干山風景区

## 出身者
- 孟郊 - 唐代の詩人
- 沈括 - 北宋の科学者
- 沈南蘋 - 清代の画家
- 兪樾 - 清代の考証学者